# Zala
Zala là một thị trấn thuộc hạt Somogy, Hungary. Thị trấn này có diện tích 9,24 km², dân số năm 2010 là 249 người, mật độ 27 người/km².